# Front de Briansk

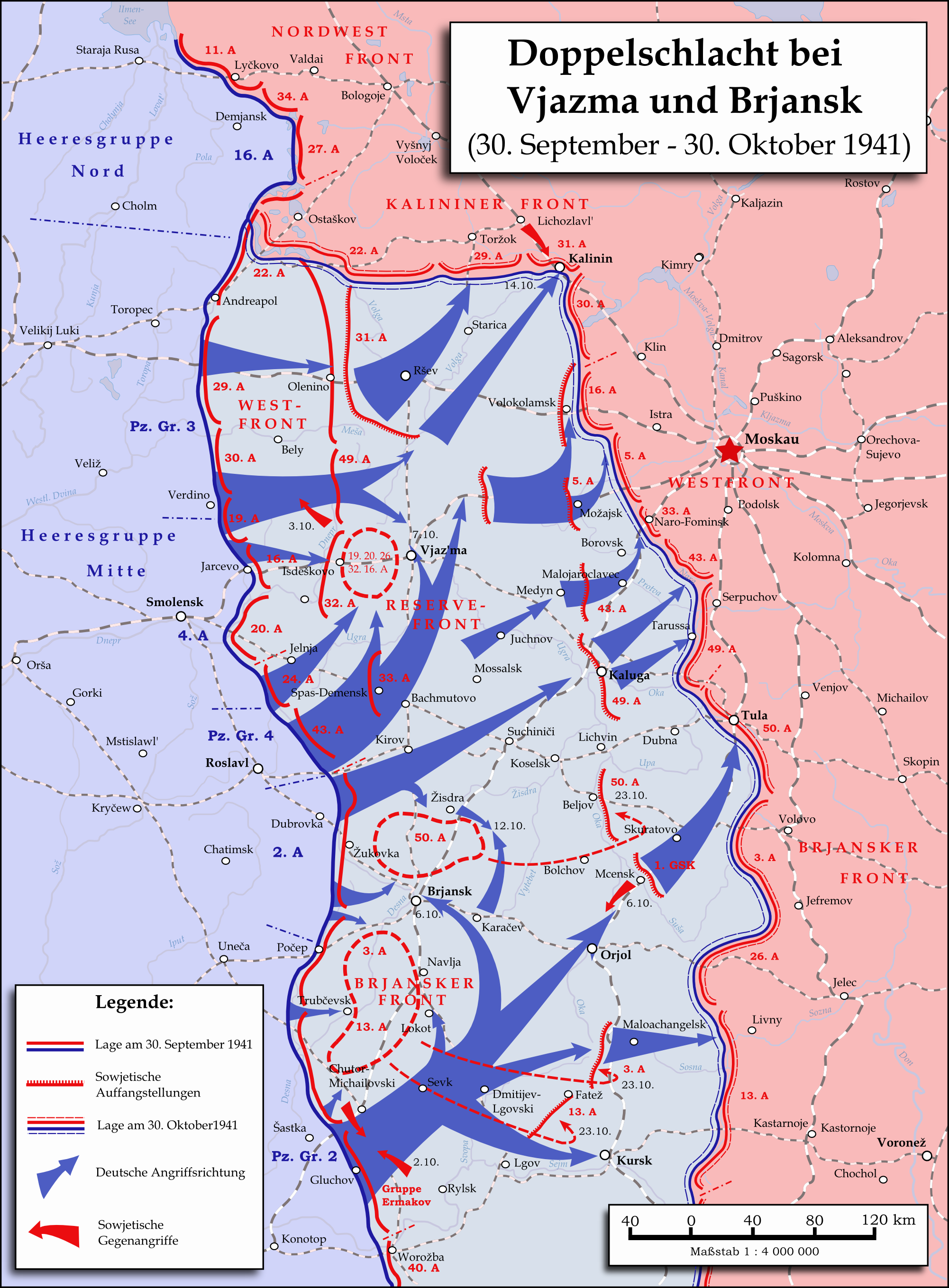
L'offensive allemande sur la poche de Briansk en 1941.

Le front de Briansk était un front de l'armée soviétique durant la Seconde Guerre mondiale.

## Première formation
Le front de Briansk fut créé à la mi-août 1941, avec Andreï Ieremenko à sa tête. Selon Erickson, le front comptait « sur le papier de deux armées, la 50e et la 13e, ayant chacune huit divisions de fusiliers, trois divisions de cavalerie et une division de chars, mais ces formations furent réduites en pièces lors des combats ». Deux autres armées, les 21e et 3e, appartenant au front central soviétique, subirent également de lourdes pertes après avoir échappé à l’encerclement.
À la fin août, Ieremenko lança, avec le front de réserve et le front de l'Ouest, une grande contre-offensive dans les régions de Smolensk, Ielnia et Roslavl pour stopper la progression du groupe d'armées Centre vers Moscou. Malgré le succès limité du front de réserve, les efforts du front de Briansk furent un échec.

## Deuxième formation et transformation en front de Voronej
Lors de sa seconde formation, vers la seconde moitié de 1941, sous le commandement de Tcherevitchenko, ce front ne fut actif que pendant six mois, avant d'être réorganisé en tant que front de Voronej, le 7 juillet 1942. Au moment de l’opération Blau, l’offensive d’été allemande de 1942, le front était composé des 3e, 13e, 40e, 48e armées, de la 5e armée de chars et de la 2e armée aérienne.
En janvier 1943 par une opération conjointe avec le Front de Voronej, il met en déroute la 2e Armée allemande lors de l'offensive Voronej-Kastornoe.
Après avoir été dissous le 11 et 12 mars 1943, pour fournir un quartier général au front de Koursk et servir de base à un futur front de réserve, il fut cependant reconstitué le 28 mars 1943 à partir du front d'Orel.
À l’époque de la bataille de Koursk, le front était composé des 13e, 3e et 4e armées de chars ainsi que des 61e et 63e armées. Le colonel général Markian Popov l’a dirigé pour libérer sa ville éponyme en août et septembre 1943.

## Deuxième front de la Baltique
Le 10 octobre 1943, la Stavka fusionna la majorité des troupes du front pour constituer le premier front biélorusse (anciennement front central) et utilisa le quartier général du front de Briansk pour former le quartier général d'un nouveau front, le deuxième front de la Baltique (ou 2e front balte).
À la date du 1er octobre 1944 le 2e front de la Baltique comprenait :
- 3e armée de choc
  - 79e corps de fusiliers (150e, 171e, 207e divisions) et 100e corps de fusiliers (21e Garde, 28e et 200e divisions)
- 10e armée de la Garde
  - 7e corps de fusiliers de la Garde (7e, 8e et 119e divisions de la Garde), 15e corps de fusiliers de la Garde (29e, 30e et 85e divisions de la Garde), 19e corps de fusiliers de la Garde (22e, 56e et 65e divisions de la Garde), 78e brigade de chars
- 22e armée
  - 93e corps de fusiliers (219e, 379e et 391e divisions), 130e corps de fusiliers (308e division et 43e de la Garde), 37e division de fusiliers, 155e région fortifiée, 118e brigade de chars
- 42e armée
  - 110e corps de fusiliers (2e, 168e, 268e divisions), 124e corps de fusiliers (48e, 123e, 256e divisions), 118e région fortifiée, 29e brigade de chars de la Garde
- 15e armée aérienne
  - 14e corps d'aviation de chasse (4e, 148e et 293e régiment de chasse), 188e division de bombardement, 214e et 225e divisions d'appui tactique, 284e et 313e divisions de chasseurs-bombardiers
- Réserve du front
  - 5e corps de chars (24e, 41e et 70e brigades de chars, 5e brigade de fusiliers motorisés)

## Commandants
Première formation
- Lieutenant général Andreï Ieremenko (16 août 1941 au 13 octobre 1941)
- Major général Gueorgui Zakharov (14 octobre 1941 au 10 novembre 1941)

Deuxième formation
- Colonel général Iakov Tcherevitchenko (24 décembre 1941 au 2 avril 1942)
- Lieutenant général Filipp Golikov (2 avril 1942 au 7 juillet 1942)
- Lieutenant général Nikandr Tchibissov (en) (7 juillet 1942 au 13 juillet 1942)
- Lieutenant général Constantin Rokossovski (14 juillet 1942 au 27 septembre 1942)
- Colonel général Max Andreïevitch Reuter (28 septembre 1942 au 12 mars 1943)